# الطريق (فلم 2009)
الطريق (بالإنجليزية: the Road)، هو فيلم خيال علمي درامي ينتمي إلى (أدب نهاية العالم وما بعدها)، من إخراج جون هيلكوت John Hillcoat ومن تاليف Joe Penhall اعتمادا على رواية The Road التي كتبها كورماك مكارثي سنة 2006 واللتي فازت بجائزة بوليتزر Pulitzer في نفس السنة.
الفيلم من بطولة فيغو مورتنسن Viggo Mortensen في دور الأب وكودي سميث مكفي Kodi Smit-McPhee في دور الابن.
تم تصوير الفيلم فبي كل من بنسلفانيا، لويزيانا، وأوريغن في الولايات المتحدة الأمريكية.
ظهر الفيلم لأول مرة في 25 نوفمبر 2009 في الولايات المتحدة الأمريكية، وأمريكا الشمالية ثم في 4 جانفي في المملكة المتحدة.

## القصة
تدور أحداث الفيلم حول رجل وابنه الصغير يكافح من أجل البقاء على قيد الحياة بعد وقوع كارثة غير محددة أدت إلى انقراض حدث أدى إلى موت كل الحياة النباتية وكل الحياة الحيوانية تقريبًا. يسافر الرجل والصبي على الطريق المؤدي إلى الساحل على أمل أن يتمكنوا من العثور على ملاذ آمن، والبحث عن الإمدادات في رحلتهم، وتجنب عصابات الاغتصاب آكلة لحوم البشر المتجولة والمسلحة بالبنادق.
فقبل سنوات أنجبت زوجة الرجل ابنها بعد وقت قصير من وقوع الكارثة، وتفقد الأمل تدريجيًا. عندما يطلق الرجل النار على متسلل باستخدام إحدى الرصاصات الثلاث التي احتفظوا بها لعائلتهم كملاذ أخير، تتهمه بإهدار الرصاصة عمدًا لمنعها من الانتحار. خلعت معطفها وقبعتها في البرد القارس، ودخلت الغابة، ولن يراها أحد مرة أخرى.
في الوقت الحاضر، بعد إطلاق النار على أحد أعضاء عصابة أكلة لحوم البشر الذي عثر عليهم، لم يتبق للرجل سوى رصاصة واحدة. أثناء استكشاف قصر ما، اكتشف هو والصبي أشخاصًا محبوسين في الطابق السفلي، مسجونين كطعام لآسريهم. وعندما يعود أكلة لحوم البشر يختبئ الرجل وابنه. مع الاكتشاف الوشيك، يستعد الرجل لإطلاق النار على ابنه، لكنهم يفرون عندما يصرف الأسرى الهاربون انتباه أكلة لحوم البشر.
وعلى مسافة أبعد من الطريق، اكتشف الرجل والصبي ملجأً تحت الأرض مليئًا بالأطعمة والإمدادات المعلبة. إنهم يحتفلون ويستحمون. عندما يسمعون أصواتًا أعلاه، بما في ذلك أصوات كلب، يقرر الرجل أن البقاء أمر خطير للغاية ويمضي قدمًا. يقابلون رجلاً عجوزًا شبه أعمى، ويقنع الابن والده بمشاركة الطعام معه.
على الساحل يترك الرجل الصبي ليحرس ممتلكاتهم بينما يسبح للخارج للبحث عن سفينة على الشاطئ. ينام الصبي وتسرق مؤنهم. يطارد الرجل السارق ويأخذ منه كل شيء حتى ملابسه. يزعج هذا الصبي كثيرًا لدرجة أن الرجل يستدير ويترك الملابس وعلبة الطعام للصبي.
أثناء مرورهم عبر بلدة مدمرة، أصيب الرجل بسهم في ساقه. لقد قتل الكمين الخاص به بمسدس مضيئة وجده على السفينة ووجد رفيقة رامي السهام في نفس الغرفة. يعتقد الرجل أن رامي السهام والمرأة كانا يتبعانهما، لكنها تدعي أن الأمر كان على العكس من ذلك. يتركها تبكي على الجسد.
ترك الرجل والصبي عربتهم ومعظم ممتلكاتهم. تتدهور حالة الرجل ويموت في النهاية. يقترب رجل من الصبي مع زوجته وطفليه وكلبه. توضح الزوجة أنهم كانوا يتابعون الصبي ووالده لبعض الوقت وكانوا قلقين عليه. يقنع الأب الصبي بأنه من "الأخيار" ويأخذه تحت حمايته.

## الشخصيات
في الفيلم، تم تسمية شخصية واحدة فقط (الرجل العجوز) باسم إيلي. الاعتمادات تعطي أدوارهم بدلا من الأسماء.
- فيجو مورتينسين بدور الرجل
- كودي سميت-ماكفي بدور الطفل
- تشارليز ثيرون بدور Woman, the man's wife (appearing in a series of flashbacks) (تظهر في سلسلة من ذكريات الماضي). كان ثيرون معجبًا بالكتاب وعمل مع المنتج نيك ويشسلر في فيلم The Yards عام 2000.[4] تلعب المرأة دورًا أكبر في الفيلم منه في الكتاب، حيث صرح هيلكوت "أعتقد أنه من الجيد الخروج من الكتاب طالما أنك تحافظ على روحه".[5]
- روبرت دوفال بدور إيلي الرجل العجوز
- غاي بيرس بدور فيتيرنا المتجول مع عائلته
- مولي باركر بدور المرأة الام - روجة المحارب
- مايكل كينيث ويليامز بدور Thief
- غاريت ديلاهونت بدور رجل العصابة

## عن الفلم
تلقى الفلم على موقع IMDB نسبة 7.3/10  وعلى موقع Rotten Tomatoes بنسبة 75%  وعلى موقع Metacritic بنسبة 64% 

## المرجع
1. ↑  "A New Poster for The Road". DreadCentral.com. مؤرشف من الأصل في 2023-02-03. اطلع عليه بتاريخ 2010-02-04.
2. ↑  Siegel، Tatiana (14 يناير 2008). "Charlize Theron hits The Road". Variety. مؤرشف من الأصل في 2023-08-28. اطلع عليه بتاريخ 2008-05-27.
3. ↑  "First Look: The Road". USA Today. مؤرشف من الأصل في 2023-02-03. اطلع عليه بتاريخ 2008-08-07.
4. ↑  The Road (2009) - IMDb نسخة محفوظة 06 ديسمبر 2017 على موقع واي باك مشين.
5. ↑  The Road (2009) - Rotten Tomatoes نسخة محفوظة 27 نوفمبر 2016 على موقع واي باك مشين.
6. ↑  The Road Reviews - Metacritic نسخة محفوظة 31 يوليو 2017 على موقع واي باك مشين.

## وصلات خارجية
- مقالات تستعمل روابط فنية بلا صلة مع ويكي بيانات